# 延岡市立延岡中学校
延岡市立延岡中学校（のべおかしりつ のべおかちゅうがっこう）は、宮崎県延岡市浜砂一丁目にある公立中学校。

## 沿革
- 1934年11月 - 前身となる延岡高等小学校が開校。
（延岡小学校、岡富小学校、恒富小学校の各高等科を統合）
- 1935年12月 - 落成式挙行。
- 1947年5月8日 - 延岡市立延岡中学校開校
- 1948年4月 - 南中学校が開校し分離
- 1949年4月 - 岡富中学校が開校し分離
- 1960年9月 - 西分校建設が内定。
- 1961年10月31日 - 西分校竣工
- 1962年4月5日 - 西分校を第二校舎と称す
- 1962年9月1日 - 西分校が恒富中学校として独立

## 概要
- 生徒数332名
- 学級数10個（通常学級9、特別支援学級1）
- 職員数24名

（2009年4月1日現在）

## 通学区域
延岡中学校の通学区域には以下の区域が指定されている。
- 方財小学校通学区域
- 東小学校通学区域
- 恒富小学校通学区域の一部
  - 安賀多町
  - 旭町
  - 春日町
  - 永池町
  - 中島町
  - 三ツ瀬町

## 交通
- JR日豊本線 延岡駅より2km。

## 生徒会活動・部活動など
吹奏楽部、
美術部、
男子バスケ部 、
女子バスケ部、
女子バレー部、
野球部 、
ソフトボール部、
ソフトテニス部、
サッカー部、
社会体育部

## 制服
- 令和4年入学生以降(現・1、2年生)

詳細は「https://cms.miyazaki-c.ed.jp/4701/htdocs/?action=common_download_main&upload_id=4920」
- 内容としては性別区分を廃止の上でブレザー、カッターシャツ、スラックスまたはスカートとなる。
- 男子(現・3年生)
  - 冬服は標準的な学生服上下である。
  - 夏服はカッターシャツ、スラックスである。
- 女子(現・3年生)
  - 冬服はブレザー、ブラウス、ジャンパースカートである。
  - 夏服はブラウス、スカートである。
  - 新入生の新しい制服との調整の影響で令和4年より上級生の夏服スカートのサスペンダーが廃止になった模様。